# Municipio de Cardonal
El municipio de Cardonal es uno de los ochenta y cuatro municipios que conforman el estado de Hidalgo, México. La cabecera municipal es la localidad de Cardonal, y la localidad más poblada es Pozuelos.
Cardonal se localiza al centro del territorio hidalguense entre los paralelos 20° 25’ y 20° 47’ de latitud norte; los meridianos 98° 55’ y 99° 11’ de longitud oeste; con una altitud entre 900 y 2900 m s. n. m. Este municipio cuenta con una superficie de 593.62 km², y representa el 2.85 % de la superficie del estado; entre los límites de las regiones geográficas denominadas Valle del Mezquital, Sierra Gorda y Sierra Baja.
Colinda al norte con los municipios de Nicolás Flores y Tlahuiltepa; al este con los municipios de  Tlahuiltepa, Eloxochitlán, Metztitlán y Santiago de Anaya; al sur con los municipios de Santiago de Anaya e Ixmiquilpan; al oeste con los municipios de Ixmiquilpan y Nicolás Flores.

## Toponimia
El nombre proviene de las raíces otomíes bojal que significa -tierra negra-; pero al ser colonizado por los españoles recibió el nombre de Cardonal por la abundancia de cardones.

## Geografía

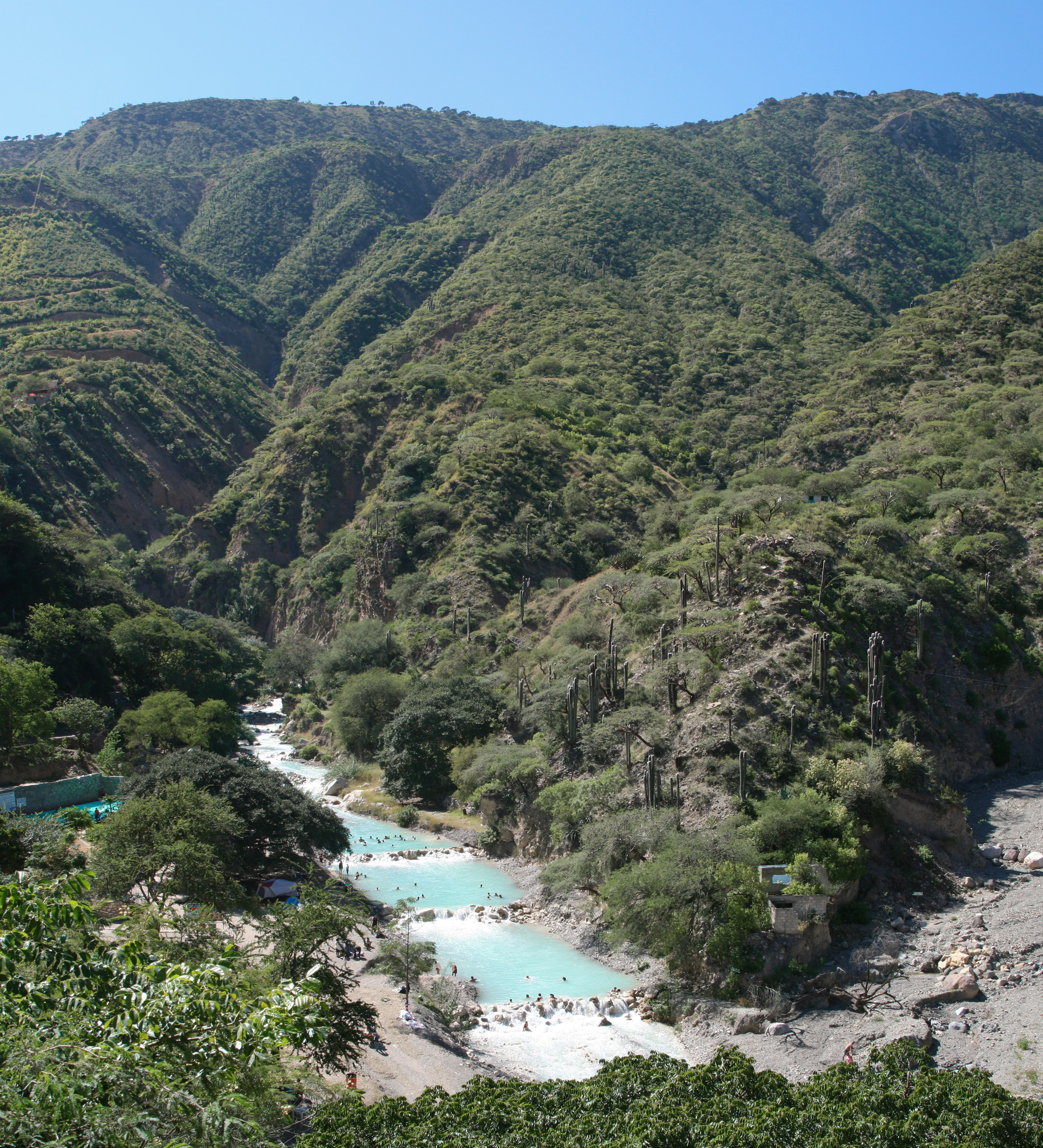
Barranca y río Tolantongo.

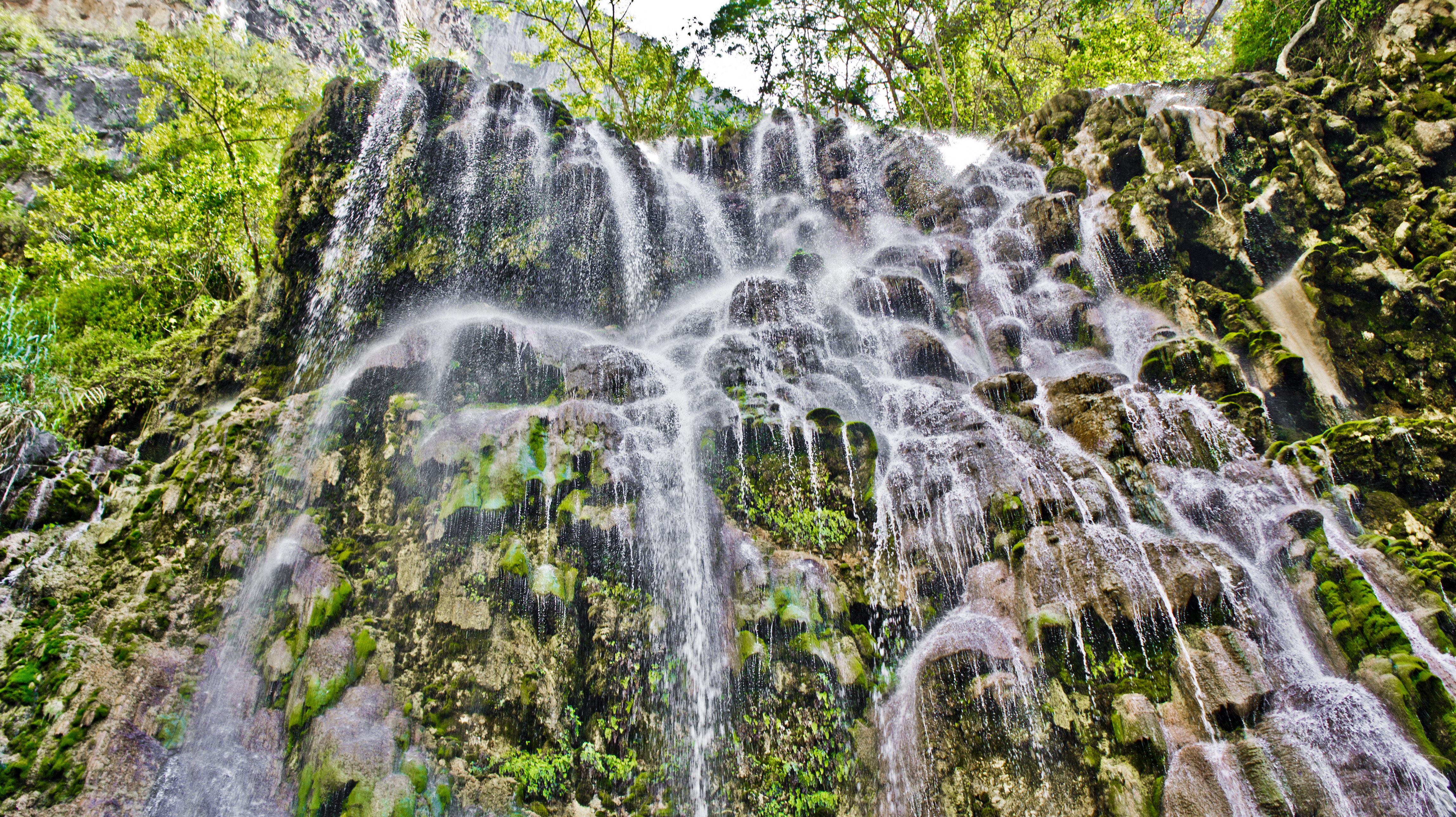
Grutas de Tolantongo.

### Relieve e hidrográfica
En cuanto a fisiografía se encuentra dentro de las provincias de la Sierra Madre Oriental (96.0%) y el Eje Neovolcánico (4.0%); dentro de la subprovincias del Carso Huasteco (96.0%) Llanuras y Sierras de Querétaro e Hidalgo (4.0%) Su territorio es sierra (96.0%) y lomerío (4.0%). Algunas de sus principales elevaciones es el Cerro ejidal de Barrio de Tixqui,que presenta una altitud de 2515 m s. n. m. el cerro Patétl que presenta una altitud de 1700 metros sobre el nivel del mar (m s. n. m.), así como el cerro de la Aguja o Punta Aguda. Existen también los cerros de Teacal, Huehuenco, Mahuaquitepetl, Ixpatlax, Xalchi y Cuitlanolo importantes por la altitud que tienen desde los 1200 m s. n. m. hasta 1700 m s. n. m.
En cuanto a su geología corresponde al periodo retácico (57.75%), eógeno (30.0%), cuaternario (11.0%) y terciario (1.0%). Con rocas tipo ígnea extrusiva: toba ácida (1.5%), volcanoclástico (1.5%) y granodiorita (1.0%); sedimentaria: caliza (33.75%), caliza–lutita (23.0%), limolita–arenisca (20.0%), arenisca–conglomerado (4.0%), conglomerado (2.0%) caliza-arenisca (1.0%) y arenisca (1.0%)); Suelo: aluvial (11.0%). En cuanto a edafología el suelo dominante es leptosol (67.75%), phaeozem (12.5%), kastañozem (8.5%), vertisol (5.0%), calcisol (4.0%) y cambisol (2.0%).
En lo que respecta a la hidrología se encuentra posicionado en la región hidrológica del Pánuco; en la cuenca del río Moctezuma; dentro de la subcuenca río Amajac (71.0%) y río Actopan (29.0%). Cuenta con tres corrientes de agua, río Chicavasco, río Quetzalapa y río Carrizal con 287 cuerpos de agua.

### Clima
El territorio municipal se encuentran los siguientes climas con su respectivo porcentaje: Templado subhúmedo con lluvias en verano, de humedad mayor (44.5%), semiseco templado (27.0%), templado subhúmedo con lluvias en verano, de media humedad (16.5%), templado subhúmedo con lluvias en verano, de menor humedad (10.0%), semiseco semicálido (1.0%) y seco semicálido (1.0%).

### Ecología
La flora  está formada principalmente por plantas de cardón los cuales le dan origen al nombre así como arbusto bajo, bosque, olivo, órgano, maguey, mezquite, huizache, garambullo, olote, liga, nopal, cardón, biznaga, pitaya, yuca entre otras. En cuanto a fauna predominan serpientes, águila, lagartija, coyote, camaleón, tejón, ardilla, tlacuache, onza y una variedad de aves cantoras, insectos y reptiles.

## Demografía

### Población
De acuerdo a los resultados que presentó el Censo Población y Vivienda 2020 del INEGI, el municipio cuenta con un total de 19 431 habitantes, siendo   9308 hombres y 10 123 mujeres. Tiene una densidad de 32.7 hab/km², la mitad de la población tiene 30 años o menos, existen 91 hombres por cada 100 mujeres.
El porcentaje de población que habla lengua indígena es de 56.71 %, y el porcentaje de población que se considera afromexicana o afrodescendiente es de 2.02 %. En el municipio se habla principalmente otomí del Valle del Mezquital.
Tiene una Tasa de alfabetización de 99.5 % en la población de 15 a 24 años, de 87.3 % en la población de 25 años y más. El porcentaje de población según nivel de escolaridad, es de 9.0 % sin escolaridad, el 58.0 % con educación básica, el 19.1 % con educación media superior, el 13.9 % con educación superior, y 0.1 % no especificado.
El porcentaje de población afiliada a servicios de salud es de 72.3 %. El 6.7 % se encuentra afiliada al IMSS, el 82.6 % al INSABI, el 10.8 % al ISSSTE, 0.3 % IMSS Bienestar, 0.1 % a las dependencias de salud de PEMEX, Defensa o Marina, 0.1 % a una institución privada, y el 0.1 % a otra institución. El porcentaje de población con alguna discapacidad es de 4.6 %. El porcentaje de población según situación conyugal, el 30.2 % se encuentra casada, el 31.9 % soltera, el 26.2 % en unión libre, el 4.8 % separada, el 0.4 % divorciada, el 6.4 % viuda.
Para 2020, el total de viviendas particulares habitadas es de 5189 viviendas, representa el 0.6 % del total estatal. Con un promedio de ocupantes por vivienda 3.7 personas. El material predominante en su construcción como son los pisos está hecha a base de cemento o firme; en las paredes utilizan principalmente el tabique, ladrillo, block, piedra o cemento, madera, embarro o bajareque; y en los techos lámina de asbesto y lámina de cartón; existen techos de losa de concreto, tabique o ladrillo pero en una cantidad muy reducida..  En el municipio para el año 2020, el servicio de energía eléctrica abarca una cobertura del 98.2 %; el servicio de agua entubada un 40.4 %; el servicio de drenaje cubre un 91.3 %; y el servicio sanitario un 93.8 %.

### Localidades

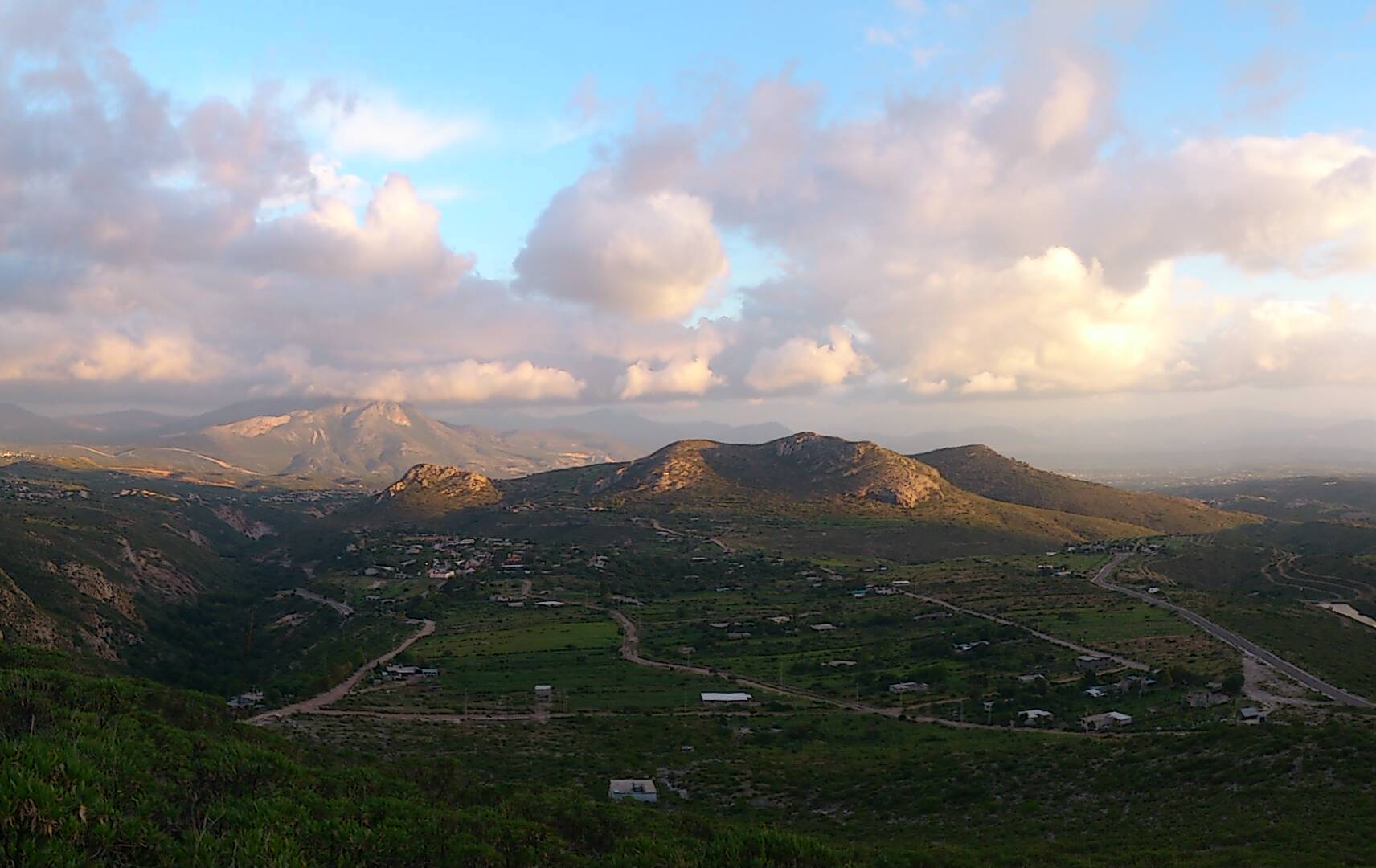
Localidad de San Miguel Jigui.

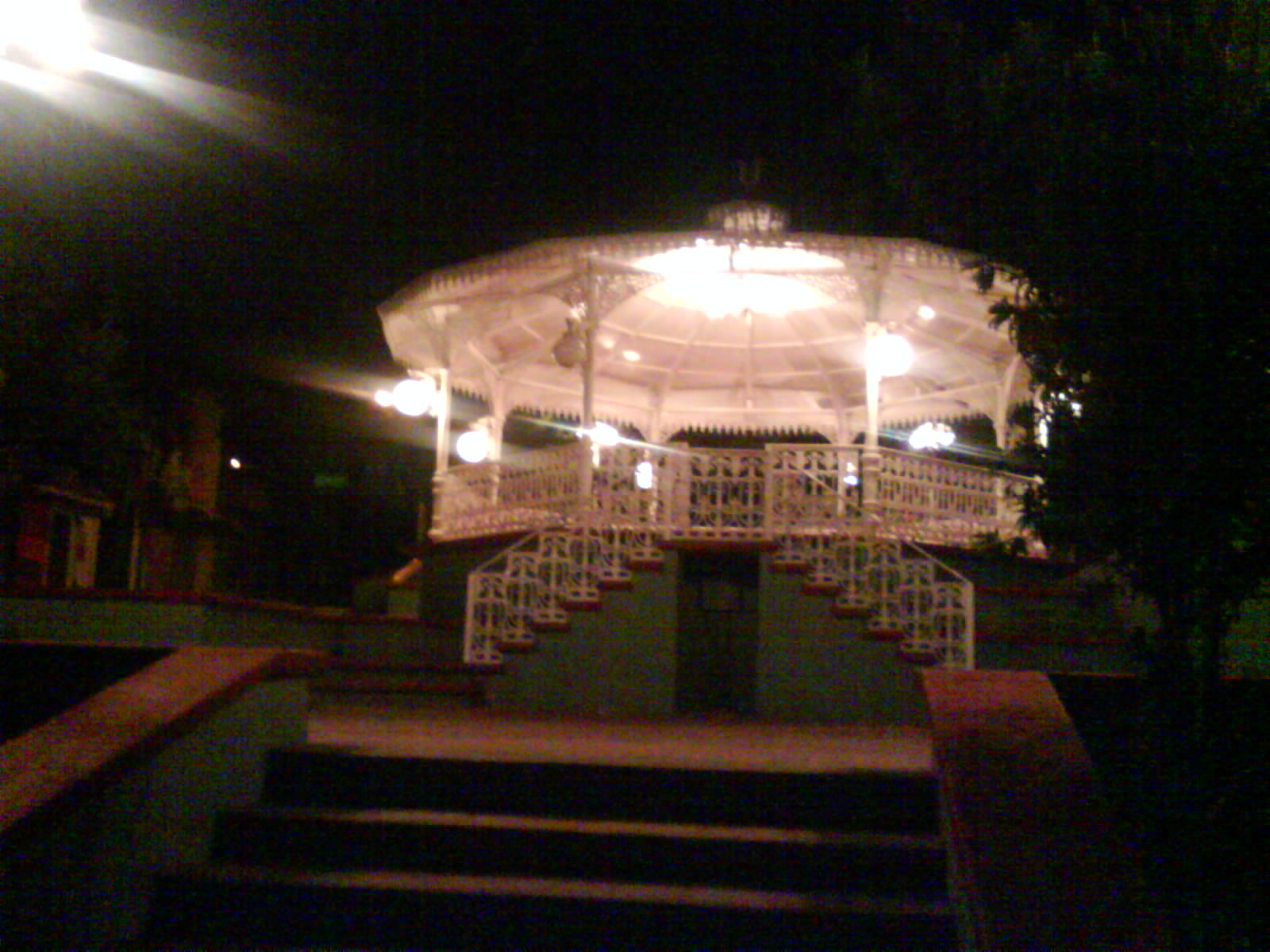
Localidad de Santuario Mapethé.

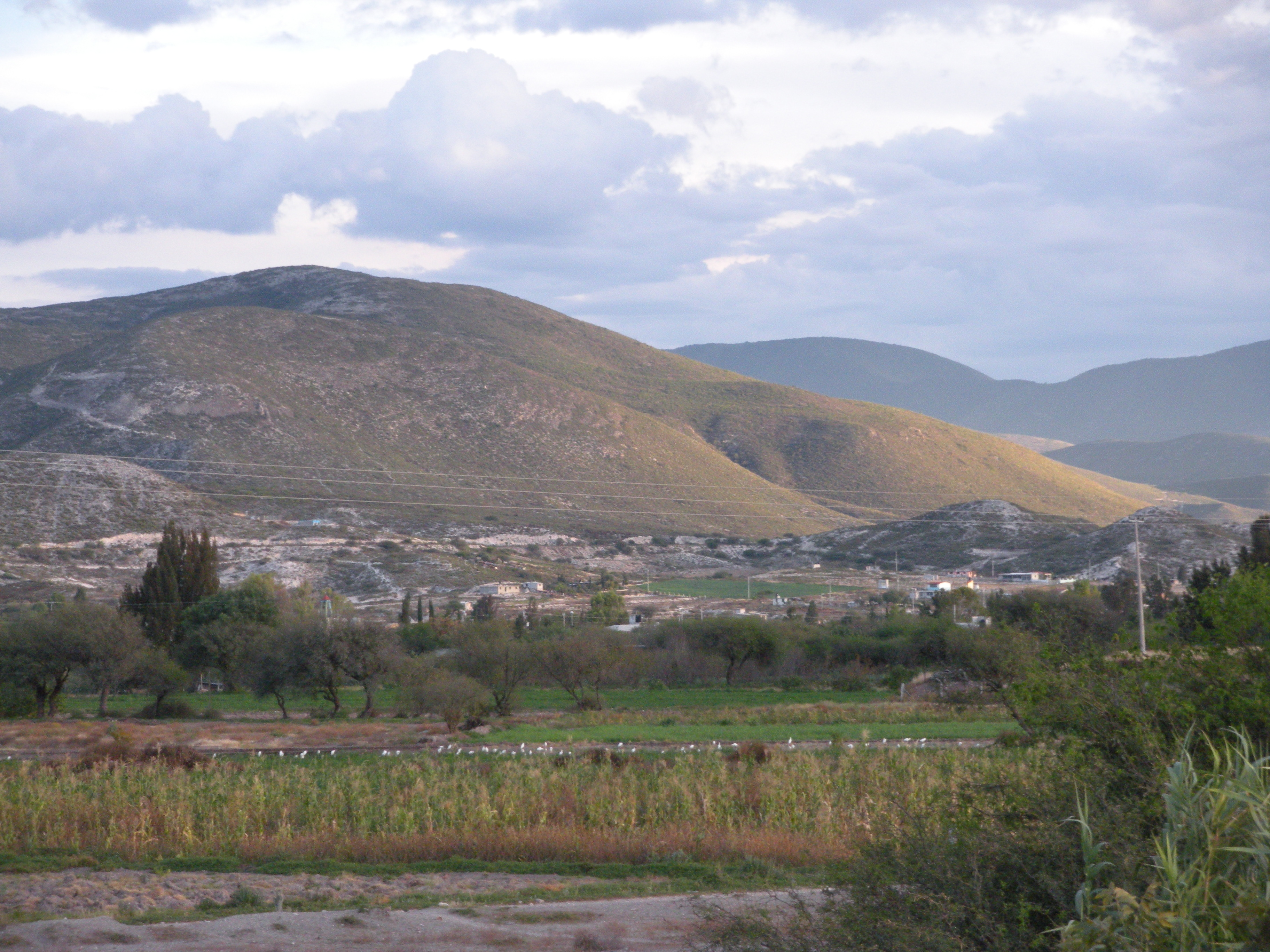
Localidad de Baxcajay.

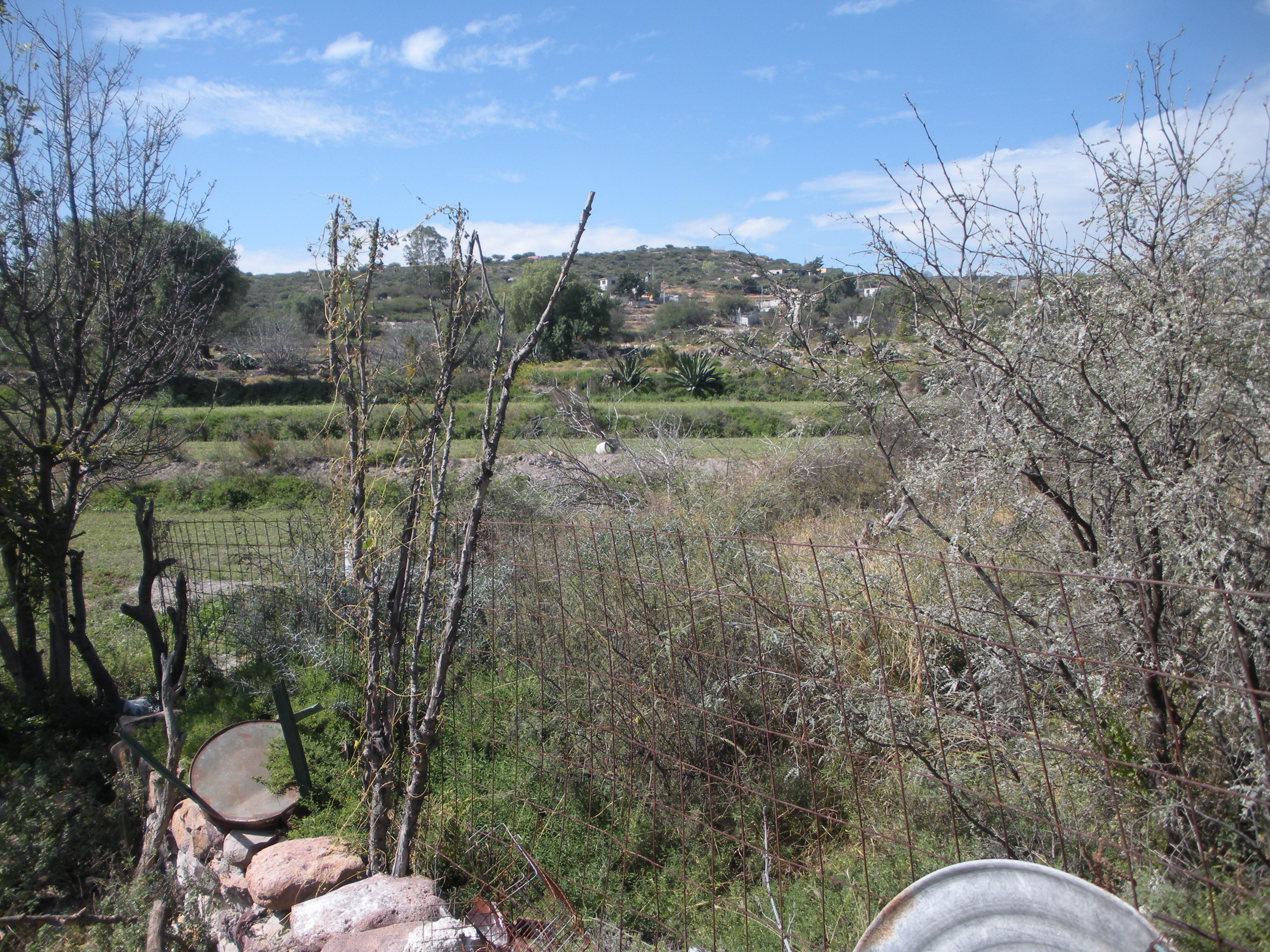
Localidad de El Botho.

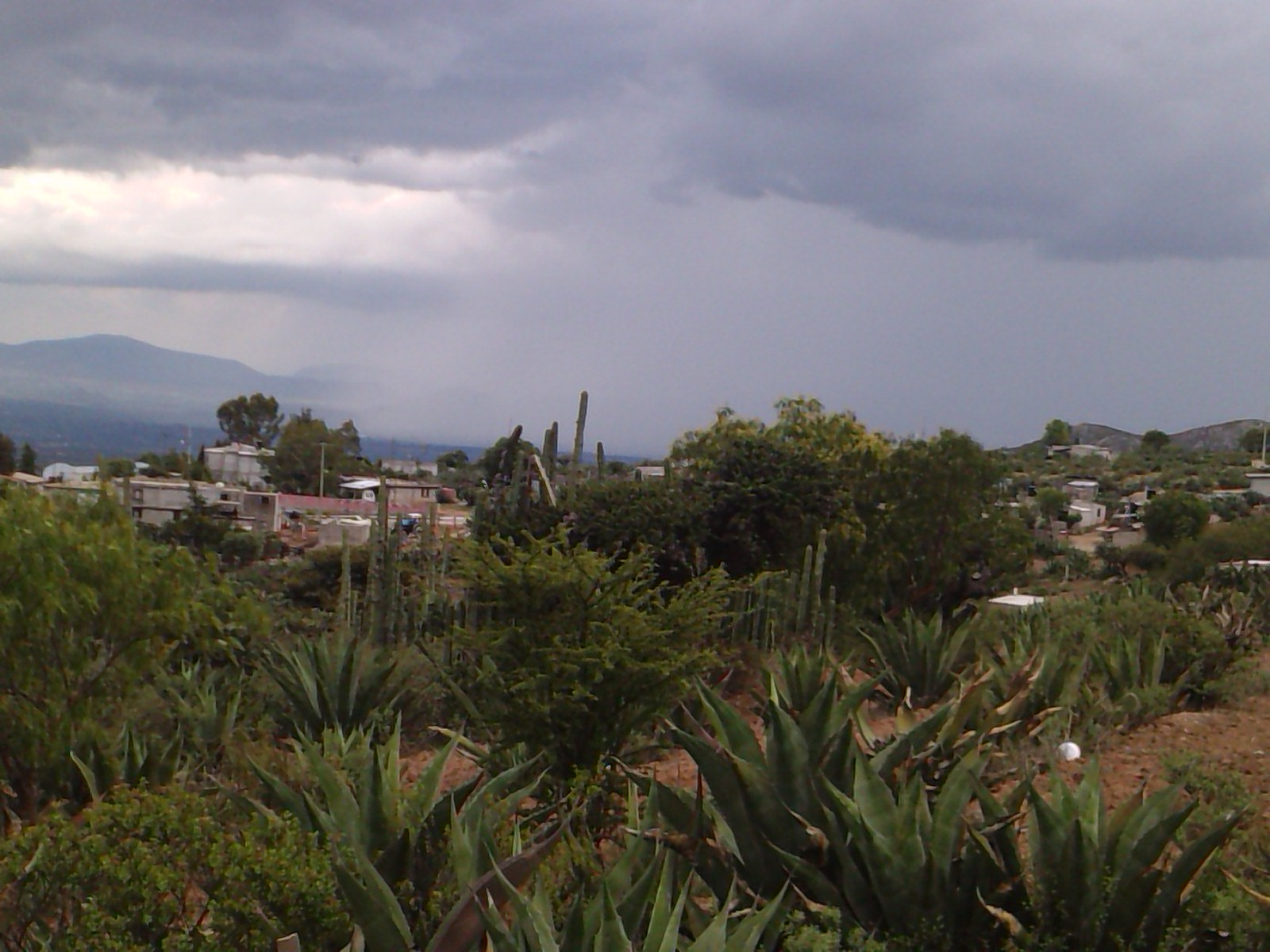
Localidad de Cerritos.

Para el año 2020, de acuerdo al Catálogo de Localidades, el municipio cuenta con 80 localidades.
| Código INEGI | Localidad                | Población (2020) | Porcentaje (%) | Ámbito Población | Categoría Población |
| ------------ | ------------------------ | ---------------- | -------------- | ---------------- | ------------------- |
| 130150019    | Pozuelos                 | 1124             | 5.78           | Rural            | Comunidad           |
| 130150012    | El Deca                  | 1069             | 5.50           | Rural            | Comunidad           |
| 130150004    | El Bingú                 | 1065             | 5.48           | Rural            | Comunidad           |
| 130150020    | San Andrés Daboxtha      | 1056             | 5.43           | Rural            | Comunidad           |
| 130150027    | Santuario Mapethé        | 844              | 4.34           | Rural            | Comunidad           |
| 130150007    | El Buena                 | 779              | 4.01           | Rural            | Comunidad           |
| 130150001    | Cardonal                 | 755              | 3.89           | Urbana           | Cabecera municipal  |
| 130150035    | Durango Daboxtha         | 636              | 3.27           | Rural            | Comunidad           |
| 130150026    | Santa Teresa Daboxtha    | 566              | 2.91           | Rural            | Comunidad           |
| 130150038    | La Vega                  | 541              | 2.78           | Rural            | Comunidad           |
| 130150021    | San Antonio Sabanillas   | 532              | 2.74           | Rural            | Comunidad           |
| 130150028    | El Sauz Juxmaye          | 505              | 2.60           | Rural            | Comunidad           |
| 130150025    | San Miguel Jigui         | 478              | 2.46           | Rural            | Ranchería           |
| 130150009    | Cerro Colorado           | 432              | 2.22           | Rural            | Ranchería           |
| 130150023    | San Cristóbal            | 374              | 1.92           | Rural            | Ranchería           |
| 130150010    | Cieneguilla              | 373              | 1.92           | Rural            | Ranchería           |
| 130150087    | Cerro Blanco (El Fraile) | 368              | 1.89           | Rural            | Ranchería           |
| 130150060    | El Bondho                | 367              | 1.89           | Rural            | Ranchería           |
| 130150031    | El Vithe                 | 347              | 1.79           | Rural            | Ranchería           |
| 130150068    | Los Reyes                | 339              | 1.74           | Rural            | Ranchería           |
| 130150067    | Baxcajay                 | 302              | 1.55           | Rural            | Ranchería           |
| 130150005    | El Botho                 | 294              | 1.51           | Rural            | Ranchería           |
| 130150040    | Los Peña                 | 280              | 1.44           | Rural            | Ranchería           |
| 130150006    | El Boxo                  | 273              | 1.40           | Rural            | Ranchería           |
| 130150024    | San Miguel Tlazintla     | 272              | 1.40           | Rural            | Ranchería           |
| 130150064    | Cuesta Blanca            | 270              | 1.39           | Rural            | Ranchería           |
| 130150022    | San Clemente             | 268              | 1.38           | Rural            | Ranchería           |
| 130150018    | El Potrero               | 259              | 1.33           | Rural            | Ranchería           |
| 130150039    | Barrio Quixpedhe         | 247              | 1.27           | Rural            | Ranchería           |
| 130150008    | Cerritos                 | 224              | 1.15           | Rural            | Ranchería           |
| 130150015    | La Mesa                  | 210              | 1.08           | Rural            | Ranchería           |
| 130150017    | Piedra Chica             | 197              | 1.01           | Rural            | Ranchería           |
| 130150078    | El Tixqui Agua Fría      | 159              | 0.82           | Rural            | Ranchería           |
| 130150045    | La Rosa                  | 151              | 0.78           | Rural            | Ranchería           |
| 130150092    | Manzana del Cubo         | 149              | 0.77           | Rural            | Ranchería           |
| 130150062    | El Moro                  | 146              | 0.75           | Rural            | Ranchería           |
| 130150061    | Pinalito                 | 138              | 0.71           | Rural            | Ranchería           |
| 130150030    | Barrio de Tixqui         | 133              | 0.68           | Rural            | Ranchería           |
| 130150115    | Palacios                 | 131              | 0.67           | Rural            | Ranchería           |
| 130150065    | Agua Nueva               | 130              | 0.67           | Rural            | Ranchería           |
| 130150086    | Chalmita                 | 130              | 0.67           | Rural            | Ranchería           |
| 130150093    | Manzana del Piñón        | 129              | 0.66           | Rural            | Ranchería           |
| 130150013    | La Florida               | 122              | 0.63           | Rural            | Ranchería           |
| 130150033    | El Molino                | 119              | 0.61           | Rural            | Ranchería           |
| 130150070    | Los Fresnos              | 109              | 0.56           | Rural            | Ranchería           |
| 130150046    | Cieneguillita            | 107              | 0.55           | Rural            | Ranchería           |
| 130150104    | Los Vargas               | 105              | 0.54           | Rural            | Ranchería           |
| 130150054    | Tolantongo               | 102              | 0.52           | Rural            | Ranchería           |
| 130150057    | El Gumbo                 | 99               | 0.51           | Rural            | Ranchería           |
| 130150041    | Cardonalito              | 90               | 0.46           | Rural            | Ranchería           |
| 130150051    | El Manchado              | 89               | 0.46           | Rural            | Ranchería           |
| 130150074    | Nogal                    | 89               | 0.46           | Rural            | Ranchería           |
| 130150032    | Pilas Yonthé             | 87               | 0.45           | Rural            | Ranchería           |
| 130150014    | Jonacapa                 | 86               | 0.44           | Rural            | Ranchería           |
| 130150016    | Moxthe                   | 85               | 0.44           | Rural            | Ranchería           |
| 130150047    | Molanguito               | 81               | 0.42           | Rural            | Ranchería           |
| 130150002    | Aguacatlán               | 79               | 0.41           | Rural            | Ranchería           |
| 130150079    | La Unión                 | 77               | 0.40           | Rural            | Ranchería           |
| 130150089    | La Laguna                | 69               | 0.36           | Rural            | Ranchería           |
| 130150095    | La Parada                | 65               | 0.33           | Rural            | Ranchería           |
| 130150077    | Tepozán                  | 65               | 0.33           | Rural            | Ranchería           |
| 130150083    | Cerritos                 | 64               | 0.33           | Rural            | Ranchería           |
| 130150003    | El Arenalito (El Arroyo) | 63               | 0.32           | Rural            | Ranchería           |
| 130150011    | El Cubo                  | 63               | 0.32           | Rural            | Ranchería           |
| 130150043    | Bixhuaji                 | 57               | 0.29           | Rural            | Ranchería           |
| 130150090    | Los Lirios               | 43               | 0.22           | Rural            | Ranchería           |
| 130150072    | Manzanitas               | 43               | 0.22           | Rural            | Ranchería           |
| 130150084    | El Clavelito (El Cave)   | 40               | 0.21           | Rural            | Ranchería           |
| 130150116    | Luis Donaldo Colosio     | 40               | 0.21           | Rural            | Ranchería           |
| 130150052    | El Pájaro                | 39               | 0.20           | Rural            | Ranchería           |
| 130150107    | El Cuartel               | 37               | 0.19           | Rural            | Ranchería           |
| 130150076    | Puerto Colorado          | 27               | 0.14           | Rural            | Ranchería           |
| 130150029    | El Tedra                 | 26               | 0.13           | Rural            | Ranchería           |
| 130150106    | El Verde                 | 25               | 0.13           | Rural            | Ranchería           |
| 130150058    | La Hacienda              | 24               | 0.12           | Rural            | Ranchería           |
| 130150069    | Cerro Grande             | 18               | 0.09           | Rural            | Ranchería           |
| 130150059    | Pozo Seco (Los Barrera)  | 18               | 0.09           | Rural            | Ranchería           |
| 130150108    | Cuesta Blanca            | 17               | 0.09           | Rural            | Ranchería           |
| 130150080    | El Aguacate              | 16               | 0.08           | Rural            | Ranchería           |
| 130150110    | Huizache                 | 4                | 0.02           | Rural            | Ranchería           |

## Política
Se erigió como municipio el 6 de marzo de 1827. El Honorable Ayuntamiento está compuesto por: 1 Presidente Municipal, 1 Síndico, 7 Regidores y 43 Delegados Municipales. De acuerdo al Instituto Nacional electoral (INE) el municipio está integrado 17 secciones electorales, de la 0240 a la 0256. Para la elección de diputados federales a la Cámara de Diputados de México y diputados locales al Congreso de Hidalgo, se encuentra integrado al II Distrito Electoral Federal de Hidalgo, y al V Distrito Electoral Local de Hidalgo. A nivel estatal administrativo pertenece a la Macrorregión V y a la Microrregión XVIII, además de a la Región Operativa III Ixmiquilpan.

### Cronología de presidentes municipales

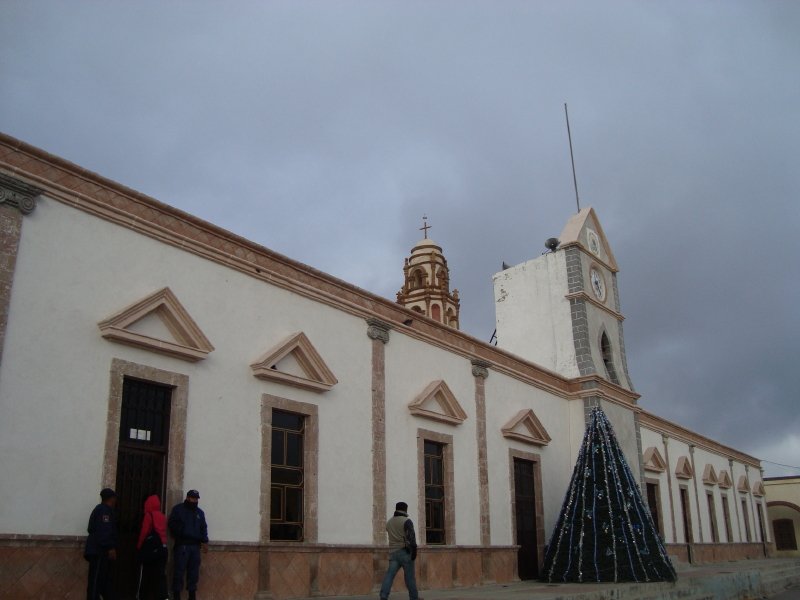
Palacio Municipal de Cardonal.

| Periodo                  | Nombre                                | Afiliación política        |
| ------------------------ | ------------------------------------- | -------------------------- |
| 1964-1967                | Herón Escamilla C.                    | -                          |
| 1967-1970                | Nazario Trejo Pérez                   | -                          |
| 1970-1973                | Arturo Moreno Licona                  | -                          |
| 1973-1976                | Alfonso Salas Trejo                   | -                          |
| 1976-1979                | Manuel E. Zamora Coello               | -                          |
| 1979-1982                | Librado Quijada Rodríguez             | -                          |
| 1982-1985                | Cecilio Cruz Mendoza                  | -                          |
| 1985-1988                | Gregorio Ozul Gama                    | -                          |
| 1988-1991                | Ernesto Cortés Cervantes              | -                          |
| 1991-1994                | Sabino Juventino Roque Cerro Blanco   | -                          |
| 16/01/1994 al 15/01/1997 | Felipe Efren Ambrosio Nopal           | PRI                        |
| 16/01/1997 al 15/01/2000 | Paulino Camilo Mayorga Monter         | PRI                        |
| 16/01/2000 al 15/01/2003 | Luis Vega Cardón                      | PRI                        |
| 16/01/2003 al 15/01/2006 | Francisco Cruz Chávez                 | PRI                        |
| 16/01/2006 al 15/01/2009 | Isidro Ramírez Rebolledo              | PRD                        |
| 16/01/2009 al 15/01/2012 | Indalecio Trinidad Salas Crisóstomo   | Mas x Hidalgo              |
| 16/01/2012 al 04/09/2016 | Javier Pérez Cruz                     | Juntos por Hidalgo         |
| 05/09/2016 al 04/09/2020 | Jorge Penca Zongua                    | Un Hidalgo con Rumbo       |
| 05/09/2020 al 14/12/2020 | Marlene Dzul Escamilla                | Concejo Municipal Interino |
| 15/12/2020 al 04/09/2024 | Mario Cabañas Guzmán                  | PT                         |
| 05/09/2024 al 04/09/2027 | Karla Monserrat Hernández Cerroblanco | MC                         |

## Economía
En 2015 el municipio presenta un IDH de 0.696 Medio, por lo que ocupa el lugar 46.° a nivel estatal; y en 2005 presentó un PIB de $507 045 640 pesos mexicanos, y un PIB per cápita de $31 938 (precios corrientes de 2005).
De acuerdo con el Consejo Nacional de Evaluación de la Política de Desarrollo Social (Coneval), el municipio registra un Índice de Marginación Medio; y el 49.7% de la población se encuentra en pobreza moderada y 18.0%  se encuentra en pobreza extrema.
A datos de 2015, en materia de agricultura, los principales cultivos sembrados son frijol y maguey pulquero. En ganadería se caracteriza por tener una considerable producción en crianza de ganado por importancia bovino, ovino, caprino y porcino. Cuenta con tiendas rurales, urbanas, campesinas, 11 tiendas Diconsa, 1 tianguis semanal en los cuales se expende una variedad de productos que van desde verduras hasta ropa y zapatos.
De acuerdo con cifras al año 2015 presentadas en los censos económicos del INEGI, la Población Económicamente Activa (PEA) de 12 años y más del municipio asciende a 5044 de las cuales 4645 se encuentran ocupadas y 399 se encuentran desocupadas. El 25.23% pertenece al sector primario, el 27.81% pertenece al sector secundario, el 44.59 % pertenece al sector terciario.